# Sarah Smyth
Sarah Smyth (* 12. Oktober 1982 in Nova Scotia) ist eine kanadische Filmschauspielerin.

## Leben
Sarah Smyth ist seit 2002 als Schauspielerin in Film und Fernsehen präsent. So spielte sie in den Serien Naked Josh und Call Me Fitz mit. Ab 2013 spielte sie „Justine Lockhart“ in der Serie Cedar Cove – Das Gesetz des Herzens. 2018 wirkte sie als „Ginger Miller“ im Spielfilm Bad Times at the El Royale mit. Insgesamt wirkte sie in mehr als 55 Produktionen mit.

## Filmografie (Auswahl)
- 2002: Teenage Werewolf (Fernsehserie, Folge 3x12)
- 2002: Vampire High (Fernsehserie, Folge 1x16)
- 2002: Undressed – Wer mit wem? (Undressed, Fernsehserie, 6 Folgen)
- 2003: Student Seduction (Fernsehfilm)
- 2004: Todes-Date (Decoys)
- 2004–2006: Naked Josh (Fernsehserie, 26 Folgen)
- 2008: Lost Boys 2: The Tribe
- 2009: Alien Trespass
- 2009–2020: Supernatural (Fernsehserie, 3 Folgen)
- 2011: 50/50 – Freunde fürs (Über)Leben (50/50)
- 2012: Ein Hund namens Duke (Duke)
- 2013: Call Me Fitz (Fernsehserie, 7 Folgen)
- 2013–2015: Cedar Cove – Das Gesetz des Herzens (Cedar Cove, Fernsehserie, 36 Folgen)
- 2015: She Who Must Burn
- 2017: Geteilte Weihnacht (Christmas Getaway)
- 2017–2023: Janette Oke: Die Coal Valley Saga (When Calls the Heart, Fernsehserie, 5 Folgen)
- 2018: Bad Times at the El Royale
- 2018–2019: Supergirl (Fernsehserie, 5 Folgen)
- 2019: Bachelor Daddies (Fernsehserie, Folge 1x04)
- 2021: Love in Full Swing (Fernsehfilm)
- 2022: A Christmas Spark (Fernsehfilm)
- 2023: Hearts in the Game (Fernsehfilm)
- 2024: My Kidnapped Son (Fernsehfilm)
- 2024: High Potential (Fernsehserie, Folge 1x01)